# Tadd Dameron
Tadd Dameron (21. února 1917 Cleveland – 8. března 1965 New York) byl americký jazzový klavírista, hudební skladatel a aranžér. Je autorem několika jazzových standardů, jako například „Good Bait“ a „If You Could See Me Now“. Jeho skladby hráli například Count Basie, Dizzy Gillespie nebo Billy Eckstine. Ke konci života měl několik infarktů a nakonec zemřel na rakovinu ve svých osmačtyřiceti letech.